# Galatasaray Spor Kulübü 2011-2012
Questa voce raccoglie le informazioni riguardanti il Galatasaray Spor Kulübü nelle competizioni ufficiali della stagione 2011-2012.

## Stagione
Nella sessione di mercato dell'estate, a seguito dell'arrivo, tra gli altri, dell'attaccante Johan Elmander, dei centrocampisti Felipe Melo e Albert Riera, dei difensori Emmanuel Eboué e Tomáš Ujfaluši e del portiere Fernando Muslera (quest'ultimo dalla Lazio in cambio di Cana), lasciano la squadra Arda Turan, ceduto per 12 milioni di euro più eventuali bonus all'Atlético Madrid, Kewell, Neill e Insúa, quest'ultimo per fine prestito. La squadra è affidata nuovamente al tecnico Fatih Terim.
Complice la precedente annata la squadra non partecipa alle competizioni europee, inoltre viene eliminata nel quarto turno della Coppa nazionale dal Sivasspor, tuttavia il 12 maggio 2012 ottiene il suo diciottesimo titolo pareggiando per 0-0 sul campo del Fenerbahçe.